# Thuisfront (televisieserie)
Thuisfront is een Nederlandse dramatische televisieserie uit 2021 in regie van Tim Oliehoek. De mini-serie refereert aan waargebeurde feiten die plaatsvonden tijdens Task Force Uruzgan bij een zelfmoordaanslag, en gaat verder op dit feit met een gedramatiseerd verhaal om een groep Nederlandse oorlogsveteranen te volgen na dit trauma.

## Verhaal
De zelfmoord van de suicidale korporaal Bright Cabral met een handgranaat op zijn bootje in 2014 brengt het bataljon van intussen oorlogsveteranen samen. Samen beleefden ze enkele jaren eerder tijdens hun missie in Uruzgan, Afghanistan in het kader van Task Force Uruzgan een traumatische ervaring toen tijdens een patrouille een van de voertuigen op een IED rijdt en de militairen vervolgens onder vuur worden genomen door Taliban. Tot overmaat van ramp brengt de opgeroepen luchtsteun een groep van burgers waaronder vrouwen en kinderen om. Dat laatste maakt dat de actie van de betrokkenen zoveel mogelijk uit de media wordt gehouden en ze bij aankomst niet de erkenning krijgen die andere oorlogsveteranen wel kregen. Ieder gaat daar op een andere wijze mee om, waarbij meerderen last hebben van posttraumatische stressstoornis en zich niet begrepen voelen door hun familie en omgeving maar wanneer het idee ontstaat om  onuitgenodigd toch mee te stappen met de vlag van het regiment op de Nederlandse Veteranendag op Malieveld komt het tot een dramatische ontknoping waar meerderen het leven laten. 

## Productie
De serie werd opgenomen in september en oktober 2020.  Buitenlocaties waren onder meer de jachthaven van Monnickendam, de omgeving van IJmuiden en de Zoetermeerse Rijweg bij Leidschenveen met legertank voor de dramatische slotscène. De oorlogsscène is Uruzgan werd opgenomen met een Bushmaster op een aangepaste zandvlakte in IJburg met zelfs een nagebouwde quala, een Afghaanse hut.
De serie werd uitgezonden op NPO 3 met video on demand via NPO Start. De afleveringen waren iets sneller op NPO Plus.

### Afleveringen
- Aflevering 1: FUBAR = F**ked up beyond all recognition (9 mei 2021)
- Aflevering 2: Knakmomentje (16 mei 2021)
- Aflevering 3: KUT = Kwalitatief Uitermate Teleurstellend (23 mei 2021)
- Aflevering 4: Blue on blue (30 mei 2021)

## Rolverdeling
- Bram Suijker als Joppe Feitsema
- Lykele Muus als Jeroen Leenders
- Casper Nusselder als Tom van Dijk
- Minne Koole als Olivier Hessels
- Tobias Nierop als Gerben Hellemonds
- Mamoun Elyounoussi als Ismail Bouali
- Genelva Krind als Tirza Mehciz
- Melody Klaver als Sandrine Feitsema
- Kiefer Zwart als Bright Cabral
- Jouman Fattal als Aisha Bouali
- Emmanuel Ohene Boafo als Richard Mehciz
- Carine Crutzen als moeder Gerben
- Nico de Vries als vader Gerben
- Henk Poort als Hugo van Dijk
- Ariane Schluter als Vera Koster
- Juliette van Ardenne als Marloes Leenders
- Frans van Deursen als Kolonel de Vries
- Eline van Gils als Christa Cabral